# Grevillea johnsonii
Grevillea johnsonii är en tvåhjärtbladig växtart som beskrevs av Mcgill.. Grevillea johnsonii ingår i släktet Grevillea och familjen Proteaceae. Inga underarter finns listade i Catalogue of Life.